# 1627 год в науке
В 1627 году произошли различные научные и технологические события, некоторые из которых представлены ниже.

## События
- В польском лесу умер последний на Земле тур[1].

## Публикации
- Иоганн Кеплер опубликовал астрономические «Рудольфовы таблицы», открывшие новую эпоху в астрономии. Таблицы были основаны на гелиоцентрической модели Коперника с модификациями Кеплера, учитывающими реальную неравномерность движения планет по эллиптическим орбитам. В отличие от всех своих предшественников, таблицы Кеплера давали исключительно высокую точность предсказаний астрономических событий; они содержали также поправки на атмосферную рефракцию и (для удобства расчётов) логарифмические таблицы. Свыше ста лет таблицы служили настольной книгой астрономов и мореплавателей[2][3]
- Посмертно издан труд Адриана Ван ден Спигеля «De humani corporis fabrica»[4].
- Посмертно изданы в одном томе труды Фрэнсиса Бэкона «Естественная история» и «Новая Атлантида»[5].
- Составлена новая редакция «Большого чертежа» — единой генеральной карты Русского государства крупного масштаба. Более ранние редакции не сохранились[6].

## Родились
См. также: Категория:Родившиеся в 1627 году
- 25 января — Роберт Бойль, англо-ирландский натурфилософ, соавтор Закона Бойля — Мариотта (умер в 1691 году)[7].
- 29 ноября — Джон Рей, английский натуралист (умер в 1705 году)[8]

## Скончались
См. также: Категория:Умершие в 1627 году
- 20 июля — Гудбрандур Торлакссон, исландский математик и картограф (род. в 1541 году)[9]